# Tepuibasis neblinae
Tepuibasis neblinae – gatunek ważki z rodziny łątkowatych (Coenagrionidae).